# Германско-мексиканские отношения
Германско-мексиканские отношения — двусторонние дипломатические отношения между Германией и Мексикой.

## История

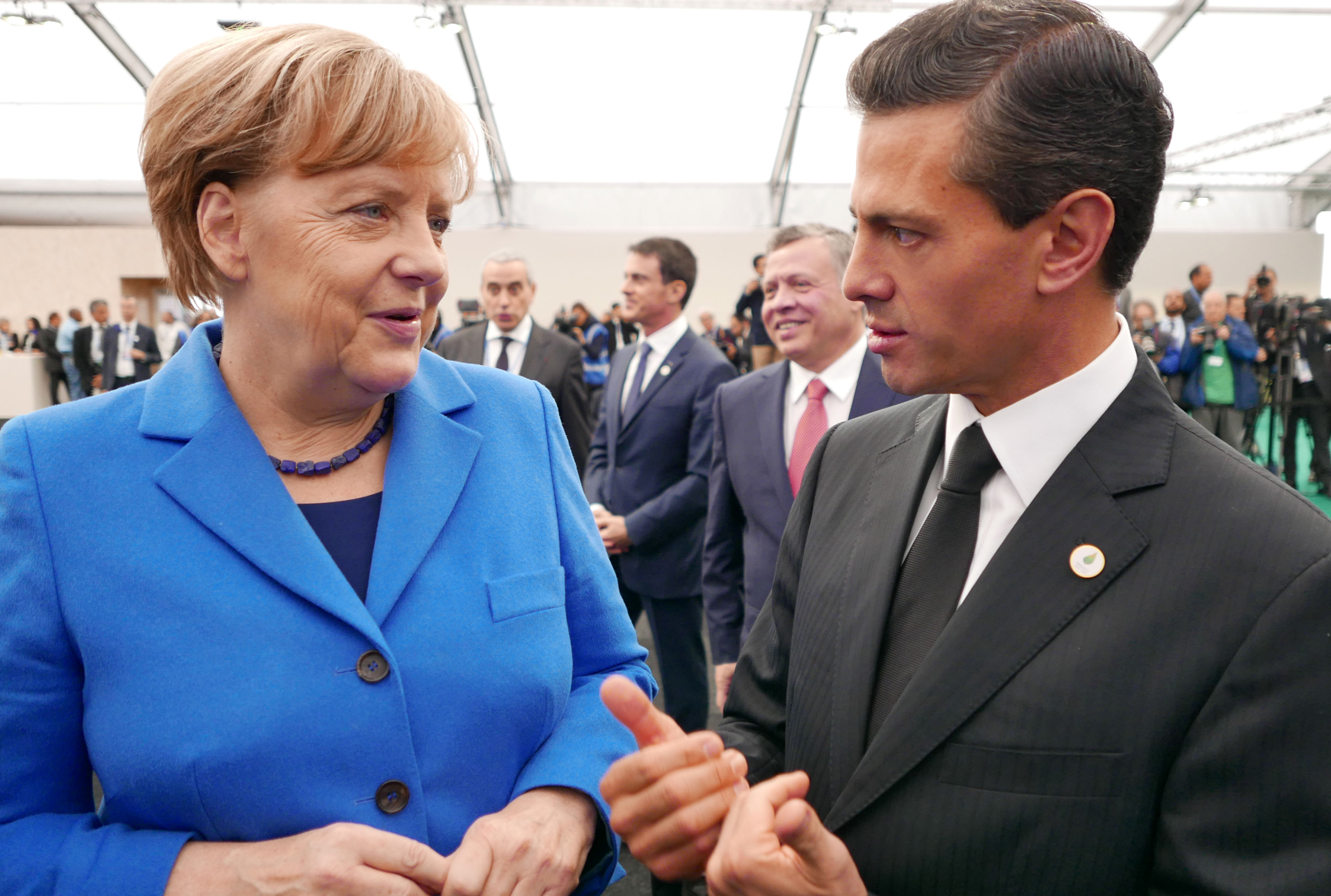
Ангела Меркель и Энрике Пенья Ньето на встрече в 2015 году.

### XIX век
Один из первых контактов между странами состоялся благодаря экспедиции Александра фон Гумбольдта, который прибыл в Мексику в 1803 году и оставался там в течение одного года, составляя карту топографии страны, а также изучая её культуру и историю. 23 января 1879 года были установлены дипломатические отношения между Мексикой и Германской империей, вскоре после объединения Германии.

### XX век
После начала Первой мировой войны (1914—1918) Мексика оставалась нейтральной страной, а Германская империя воевала на стороне Центральных держав. С 1910 по 1920 год в Мексике происходила Мексиканская революция. В январе 1917 года британские агенты перехватили телеграмму, направленную статс-секретарём по иностранным делам Германии Артуром Циммерманном послу Германии в Мексике Генриху фон Экардту. В телеграмме Германская империя предложила Мексике вступить в Первую мировую войну и напасть на Соединённые Штаты Америки, а в случае победы Мексике были обещаны территории Техаса, Нью-Мексико и Аризоны, которые она утратила по итогам Американо-мексиканской войны в 1848 году. Телеграмма Циммерманна была перехвачена британскими спецслужбами, а Мексика сохранила нейтралитет до конца Первой мировой войны.
Во время гражданской войны в Испании (1936—1939) страны поддерживали противоборствующие стороны конфликта: Мексика поддерживала Вторую Испанскую Республику, а нацистская Германия поддерживал франкистов. 22 мая 1942 года Мексика объявила войну Третьему рейху во время Второй мировой войны. Решение о войне было принято президентом Мексики Мануэлем Авилой Камачо после того, как германские подводные лодки потопили два мексиканских нефтяных танкера в Мексиканском заливе SS Potrero del Llano и SS Faja de Oro, перевозящие сырую нефть в Соединённые Штаты Америки. Мексика и Бразилия стали единственными странами Латинской Америки, направившими войска на фронт Второй мировой войны. Мексиканские экспедиционные ВВС воевали против Японской империи на Филиппинах.
После окончания Второй мировой войны Мексика поддерживала дипломатические отношения как с Федеративной Республикой Германия (Западная Германия), так и с Германской Демократической Республикой (Восточная Германия). 16 апреля 1952 года ФРГ и Мексика восстановили дипломатические отношения и Мексика открыла посольство в Бонне. В 1990 году после объединения Германии Мексика стала поддерживать отношения с единой Федеративной Республикой Германия, а в 2000 году Мексика перенесла своё посольство в Берлин.

## Миграция
В Мексике существует значительное число жителей немецкого происхождения: несколько видных мексиканских политиков, журналистов, художников и актёров имеют немецкие корни. В Мексике также есть община меннонитов, насчитывающая около 100 000 членов на севере страны, большинство из которых имеют немецкое происхождение.

## Торговля
В 1997 году Мексика подписала соглашение о свободной торговле с Европейским союзом (в который входит Германия). В 2017 году товарооборот между странами составил сумму 23,3 млрд. долларов США. Германия является крупнейшим торговым партнером Мексики в Европейском союзе и пятым по величине в мире, а Мексика является вторым по величине торговым партнером Германии в Латинской Америке (после Бразилии) и 30-м на мировом уровне. В Мексике насчитывается более 1300 германских компаний с общим капиталом в 25 млрд долларов США. Наиболее заметную роль в Мексике играют следующие германские компании: Audi, BMW, Mercedes-Benz и Volkswagen. Несколько мексиканских интернациональных компаний, таких как Cemex и Ruhrpumpen, представлены в Германии.

## Дипломатические представительства
- Германия имеет посольство в Мехико[11].
- Мексика содержит посольство в Берлине[12], консульство во Франкфурте[13], а также торговое представительство в Мюнхене[14].